# Dacian Cioloș

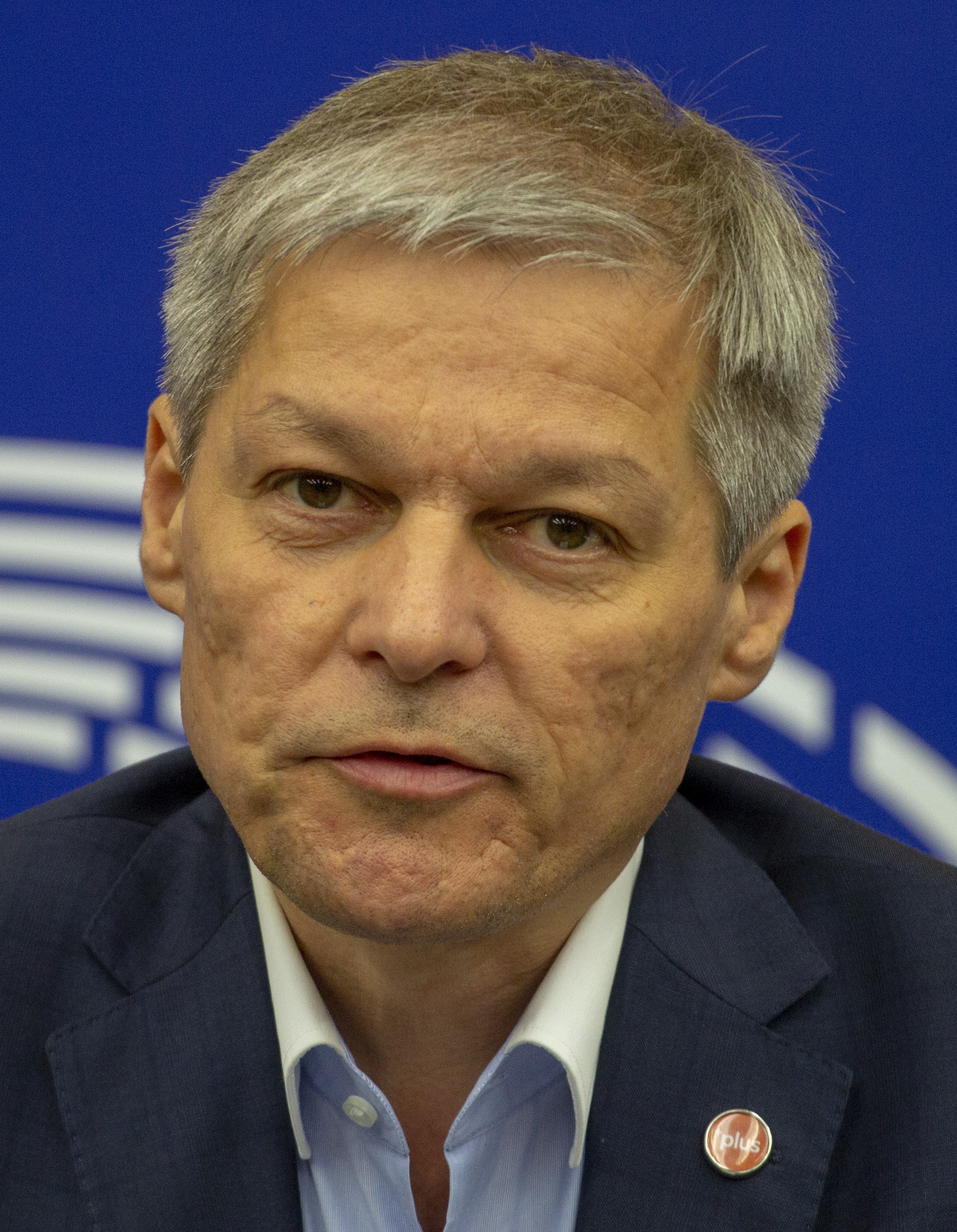
Dacian Cioloș (2019)

Dacian Cioloș (Aussprache: [dat͡ʃiˈan ˈt͡ʃʲoloʃ]; * 27. Juli 1969 in Zalău, Kreis Sălaj, Siebenbürgen) ist ein rumänischer Agraringenieur und Politiker. Er war von 2010 bis 2014 in der Europäischen Kommission für das Ressort Landwirtschaft und ländliche Entwicklung zuständig. Von November 2015 bis Januar 2017 war Cioloș Ministerpräsident von Rumänien. Cioloș war bis 2018 parteilos und stand von 2018 bis 2020 der von ihm gegründeten Partei PLUS vor. Von 2020 bis 2022 war er Vorsitzender der durch eine Fusion entstandenen Partei Uniunea Salvați România. Nach seinem Parteiaustritt gründete er im Mai 2022 die Partei REPER, er entschloss sich, keine führende Position in der Partei zu übernehmen. Von Juni 2019 bis Oktober 2021 war er Vorsitzender der Fraktion Renew Europe im Europäischen Parlament.

## Leben
Nach dem Abitur studierte Cioloș an der Universität für Agrarwissenschaften und Veterinärmedizin in Cluj-Napoca (Klausenburg) und schloss 1994 als Diplom-Gartenbauingenieur ab. Nach verschiedenen Praktika und Aufbaustudien in Frankreich wurde er in Volkswirtschaftslehre an der École nationale supérieure agronomique in Montpellier (Frankreich) promoviert. Von 2002 bis 2003 war er bei der EU-Delegation in Rumänien als Task-Manager für Landwirtschaft und ländliche Entwicklung tätig.
Ab Januar 2005 arbeitete er im rumänischen Ministerium für Landwirtschaft, Forsten und ländliche Entwicklung, von Oktober 2007 bis Dezember 2008 bekleidete er als Parteiloser das Amt des Landwirtschaftsministers im liberal dominierten Kabinett Tăriceanu II.

## Politische Ämter

### EU-Landwirtschaftskommissar
Cioloș wurde von der konservativ dominierten Regierung unter Emil Boc als Mitglied der EU-Kommission Barroso II vorgeschlagen, die am 10. Februar 2010 die Arbeit aufnahm. Er blieb parteilos, stand aber der Europäischen Volkspartei (EVP) nahe. In seinem Amt als EU-Landwirtschaftskommissar setzte sich Cioloș für eine Reform der Gemeinsamen Agrarpolitik der Europäischen Union bis 2013 ein. Er strebte an, die ökologische Landwirtschaft zu fördern, indem die EU-Agrarsubventionen stärker von Kriterien wie Umweltschutz, Nachhaltigkeit und Verbraucherschutz abhängig gemacht werden. Dabei sollte die Höhe der Agrarsubventionen insgesamt nicht gekürzt werden, die Verteilung zwischen den verschiedenen EU-Mitgliedstaaten jedoch ausgewogener werden. Landwirte, die für den regionalen oder lokalen Markt produzieren, sollten gegenüber industriellen Agrarbetrieben besser gestellt werden. Unter seiner Leitung beschloss der Einheitliche Verwaltungsausschuss Obst und Gemüse das Verbot offener Olivenölkännchen in Restaurants.
Nach der Europawahl 2014 wollte die Mitte-links-Regierung von Victor Ponta zunächst Cioloș für eine zweite Amtszeit als Kommissar nominieren. Aufgrund der Frauenquote entschied sie sich dann aber für Corina Crețu von der PSD, wogegen die rumänische Opposition protestierte, weil das Parlament umgangen worden sei. Mit dem Amtsantritt der Kommission Juncker am 1. November 2014 schied Cioloș aus dem Amt.

### Ministerpräsident
Nach dem Rücktritt der Regierung Ponta wurde Cioloș am 17. November 2015 zum Ministerpräsidenten Rumäniens gewählt. Er führte eine Technokratenregierung mit parteilosen Ministern. Ihm folgte im Januar 2017 Sorin Grindeanu als Ministerpräsident.

### PLUS-Vorsitzender und Europaparlamentarier
Im März 2018 kündigte Cioloș die Gründung einer neuen Partei an, die zunächst Mișcarea România Împreună („Bewegung Rumänien gemeinsam“) heißen sollte. Die offizielle Registrierung wurde jedoch herausgezögert und schließlich aufgegeben. Stattdessen ließ Cioloș im Dezember 2018 die Partidul Libertății, Unității și Solidarității (PLUS; „Partei der Freiheit, Einheit und Solidarität“) registrieren. Deren politische Ausrichtung verortete er „im Bereich der Mitte und Mitte-rechts“.
Er trat zur Europawahl 2019 als Spitzenkandidat der gemeinsamen Liste von PLUS und Uniunea Salvați România (USR; „Union Rettet Rumänien“) an. Diese erhielt 22,4 % der Stimmen und acht Sitze. Seither ist Cioloș Mitglied des Europäischen Parlaments. Dort wurde er am 19. Juni 2019 zum Vorsitzenden der liberalen Fraktion Renew Europe gewählt, die von der bisherigen ALDE-Fraktion, der französischen Präsidentenpartei La République en Marche und dem rumänischen Bündnis USR-PLUS gebildet wurde. Nachdem PLUS und USR am 15. August 2020 die Fusion der beiden Parteien beschlossen hatten, wurde Cioloș Vorsitzender der Partei USR PLUS. Am 7. Februar 2022 trat er als USR PLUS-Vorsitzender zurück und aus der Partei aus, nachdem der Vorstand seine Agenda für parteiinterne Reformen abgelehnt hatte. Am 31. Mai 2022 gründete er die Partei Reînnoim Proiectul European al României (REPER), die am 3. August 2022 offiziell anerkannt wurde, und steht dieser seither vor.

### Scheitern der Regierung Cîțu
Nachdem das rumänische Parlament im Oktober 2021 Premierminister Florin Cîțu und seinem Kabinett das Vertrauen entzogen hatte, kündigte Präsident Johannis an, Ciolos mit der Regierungsbildung zu beauftragen. Dieser erklärte am 20. Oktober 2021 die Koalitionsgespräche mit der bürgerlichen, bis dato Regierungspartei, PNL für gescheitert. Neuer Premierminister wurde schließlich der bisherige Verteidigungsminister Nicolae Ciucă.